# Магнус Сильный
Магнус Сильный (дат. Magnus den Stærke, швед. Magnus den starke; около 1107 — 4 июня 1134) — скандинавский правитель, правивший как шведский король в Гёталанде (ок. 1125 — ок. 1130), а затем стал соправителем Дании. Был сыном датского короля Нильса и Маргарет Фредкуллы, дочери шведского короля Инге I. Проявлял христианское рвение воюя в Поморье и совершая походы в нехристианские районы Швеции. Прославился как участник убийства своего двоюродного брата Кнуда Лаварда, а также начавшейся после этого войны. Погиб в битве у Фотевике.

## Происхождение, детство и внешность
Магнус был сыном датского короля Нильса и Маргарет Фредкуллы, дочери шведского короля Инге I. Год рождения Магнуса не известен, но известен временной диапазон когда это могло произойти. До брака с Нильсом Маргарет была женой короля Норвегии Магнуса III Голоногого погибшего в 1103 году. На момент заключения брака Нильс уже был королём Дании, а это произошло в 1104 году. Кроме Магнуса в этом браке родился сын Инге (возможно он был старше Магнуса) Foundation for Medieval Genealogy со ссылкой на «Diplomatarium Arna-Magnæanum» утверждают, что когда в 1107 Нильс выдавал грамоту Люнебургской церкви в этой грамоте зафиксировано имя королевского сына Магнуса. Поэтому те энциклопедии и словари, что указывают дату рождения Магнуса называют даты в этом диапазоне: 1106 («Датский биографический лексикон») и 1107 («Шведский биографический лексикон») годы.
Энциклопедический словарь Сальмонсена утверждает, что своё имя Магнус получил в честь отца Нильса Свена II Эстридсена (чье церковное имя было Магнус). Ханс Олрик в статье о Магнусе в Датском биографическом лексиконе утверждал, что благодаря Маргарет Фредкулле крёстным отцом Магнуса стал Кнуд Лавард (хотя и сам был ребёнком). Сага о Кнютлингах утверждала, что Магнус был выше всех в королевстве. Свен Аггенсен в «Краткой истории датских королей» утверждал, что он «подобно Саулу» был выше на голову

## Король

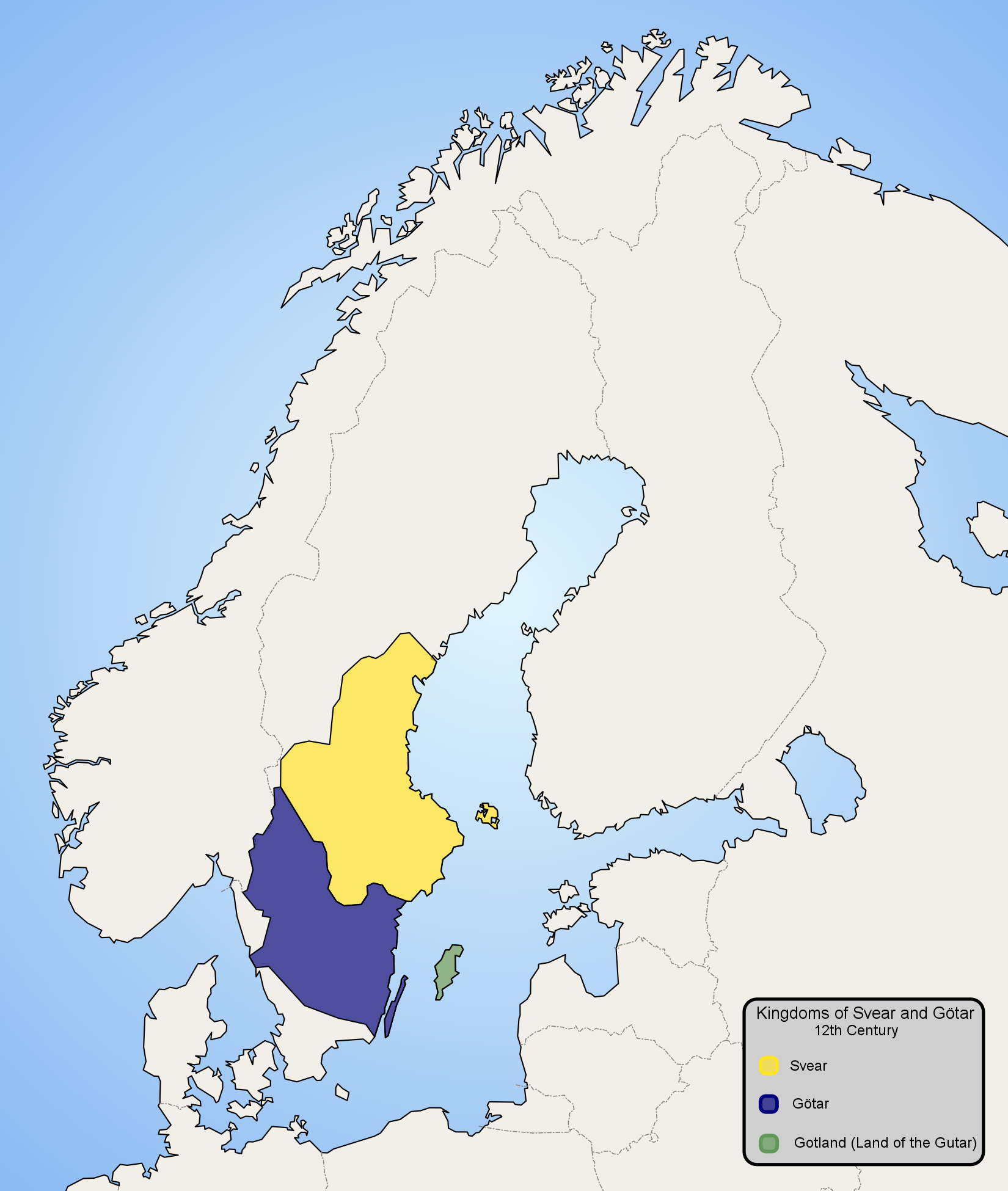
Части Швеции в 12 веке: Гётская — синий цвет. Свейская («свеонская») — жёлтый цвет.

Магнус после гибели своего двоюродного дяди Инге II пытался стать королём всей Швеции, но ему удалось на время стать лишь королём в Геталанде, а свеи выбрали иного короля.
По словам шведского историка XVI века О. Петри дядя Магнуса — Инге II Младший был требовательным правителем.
Это привело к тому что когда Инге II Младший отправился в Врете в области Эстергётланд (то есть восточный Гёталанд) там его отравили. После гибели Инге II эстгёты королём выбрали Рагнвальда Узколобого, а по словам Саксона Грамматика он был выбран «свеонами». Но в Вестергётланде (то есть западном Гёталанда) на тинге королём избрали Магнуса Сильного. Саксон Грамматик писал, что «свеоны» считали выбор королей своей привилегией. Поэтому они рассматривали незаконными и тинг и избранного на нём Магнуса. Рагнвальд по словам О.Петри «был слишком дерзок, неизменно стремился взять лбом и презирал всех и вся». Он поехав в Вестергётланд не позаботился о своей безопасности не взял заложников и был убит. О дальнейших событиях источники расходятся. О.Петри писал, что после смерти Рагнвальда жители Эстергётланда королём избрали Сверкера Старшего. «Три Вестъётские Хроники» рассказывая о событиях от смерти Рагнвальда, до Сверкера писали «Тогда Вестеръётландом правили добрый лагман и хёвдинги ланда и все были тогда верны своему ланду». Саксон Грамматик утверждал, что после смерти Рагнвальда «власть в стране перешла к Магнусу».
Шведский историк XVIII века Олаф Далин утверждал, что Магнус ещё при жизни Инге II был послан отцом в «Готское королевство» (швед. Göta rike), чтобы стать наследником Швеции. О. Далин называл знатных шведов это поддержавших: ярла Вестготии (швед. Waftgötike) Суна Ифварсона, «ярла Эстергётланда» (швед. Ofthergötland) Фольке Толстого. Магнус провозглашен местной знатью «королём  Южной Готландии» (швед. Södergötland). В состав его владений вошли Смоланд и часть Эстергётланда. По мнению О.Далина королём в Гёталанде Магнус стал ещё при жизни Инге II около 1130 года. Инге II был этим недоволен и желая наказать родича пошёл на него войной. Но Магнус успел сначала в Ютландии 7 января 1131 года убить Кнуда Лаварда, а затем около 1132 года Инге II. Избранный около 1133 года королём Рагнвальд в 1134 году был убит. Вскоре после этого в битве при Фотевике Магнус погиб и у шведов после него несколько лет не было короля. Избрание нового шведского короля Сверкера О.Далин датировал 1136 годом.
Современные исследователи также расходятся в датировке событий. Аксель Кристенсен в статье о Магнусе в «Датском биографическом лексиконе» писал, что тот стал королём около 1125 года, после смерти Инге II. Ханс Олрик в статье о Магнусе в «Датском биографическом лексиконе» указывая эту же дату писал, что это избрание стало возможным так как Магнус имел в Вестерготланде много земель, унаследованных им от матери. Ханс Гиллингстам в «Шведском биографическом лексиконе» датировал эти события 1120-ми годами. Он писал что Сверкер был избран после того как Магнус отвлекся на датские дела. А отсутствие Магнуса как короля в Вестгётских хрониках объясняет двояко: 1) либо тем, что он не был официально признан королём в Вестергётланде 2) либо участие Магнуса в убийстве Кнуда Лаварда (канонизированого в 1169 году) сделало упоминание Магнуса как короля нежелательным
Став королём Магнус посватался к дочери Болеслава III Кривоустого. Для укрепления союза с Польшей Нильс Датский и его сын Магнус во главе большого флота пришли в Поморье и взяли город Озну, а потом соединившись у Волина с Болеславом III помогли ему взять город, а затем подчинить «короля Склавии» «Вартисклава». Ханс Олрик вслед за Саксоном Грамматиком, писал, что Магнус во время своего правленияв Геталанде совершил поход в нехрисиманскую часть Швеции и привез несколько тяжелых молотов Тора, которые он захватил на одном острове. Магнус Сильный проявлял христианское рвение, считая это благочестивым поступком. Но недостаточно христианизированные свеоны и в конце XII века видели в нем осквернителя храма, ограбившего богов.

## Заговор и убийство Кнуда
Двоюродный брат Магнуса — Кнуд Лавард был довольно популярен и воспринимался как преемник своего дяди, этим он нажил себе врагов при королевском дворе, которые подвергали сомнению его лояльность и опасались его близости к императору Лотарю, вассалом которого он был как владетель Гольштейна.
Среди врагов Кнуда называют:
- Магнуса Сильного правителя Гёталанда, сына датского короля Нильса. Он опасался Кнуда как конкурента за Датский престол[31].
- Генриха Скателера Свенсона, внука датского короля Свена II Эстридсена. Тот винил Кнуда в семейных проблемах[32], а также ругался по поводу одежды[33]
- Маргарет Фредкуллу, жену Нильса короля Дании и мать Магнуса Сильного. Гельмонд из Босау писал, что Маргарет разжигала ненависть в сыне по отношению к Кнуду Лаварду[34]. Но Саксон Грамматик писал прямо противоположное утверждая, что Маргарет не только не подстрекала сна, но напротив вплоть до своей смерти гасила конфликты между молодыми родственниками[35]
- Нильса, короля Дании. Гельмонд из Босау писал, что Нильс затаил обиду к Кнуду Лаварду после их встречи в Шлезвиге[34].

Гельмольд из Босау писал, что во время встречи Кнуда Лавада с Нильсом в Шлезвиге подчеркнул свой титул короля бодричей: сначала в королевской короне сел напротив своего дяди. А затем приветствовал дядю как равного встретив его на середине залы. Этим он вызвал негодование Нильса, его жены и Магнуса. Саксон Грамматик описывал это иначе, утверждая что конфликт произошёл на тинге в Рибе. Там Нильс обвинил Кнуда Лаварда в том, что тот не желая соблюдать законы присваивает себе королевские почести, королевский титул и планирует ускорить смерть Нильса, чтобы самому сесть на датский трон. Кнуд отверг эти обвинения утверждая, что подданые именовали его «повелитель», «господин», но не «король». Притом утверждение что Кнуда «называют королём» верно не более чем то, что Магнусу в Гёталанде оказыают королевские почести и он носит королевские инсигнии. Кнуд напомнил Нильсу и собранию о своих заслугах и поклялся в верности. И тем самым успокоил датского короля.
А. Ф. Литвина, Ф. Б. Успенский писали, что славянский титул князь («knese») которым обладал Кнуд Лавард современники, а также разные авторы на латинский, немецкий и датский языки могли передавать в зависимости от политической конъюнктуры по разному: использовали термины «rex» (король), «dominus» (господин), а также «herra» (государь), «dux» (герцог), а также «младшим конунгом» («enn yngri Knutr konungr»). По их мнению это было связано с тем, что термин «король славян» вошел в титулатуру датских королей и именовать Кнуда Лаварда королём было невежливо по отношению к его дяде, так как у Дании должен был быть лишь один король. А подобное именование говорило о подозрительных политических амбициях
Неизвестно, имели ли подозрения основания, но в 1131 году Магнус Сильный, организовал убийство Кнуда Лаварда — в лесу Харальдстед к северу от Рингстеда в центре Зеландии.
Саксон Грамматик утверждал, что в заговоре против Кнуда Лаварда участвовали два его двоюродных брата Магнус и Генрих Скателер, а также преффект Уббо и его сын Хаквин. К заговору был привлечён также родич Кнуда Хаквин Ютландец, но вышел из заговора обещав не раскрывать его
Магнус желая отвести от себя подозрение пригласил Кнуда к себе. Гельмольд из Босау не называл место и причину. По Саксону Грамматику Магнус собирался в паломничество и приглашая на Рождество в Роскильдию просил Кнуда приглядеть за семьёй, по Саге о Кнутлингах Лаварда кузен пригласил в Рингстед на пир по поводу Йольского праздника проходившего в день зимнего солнецестояния.
Обстоятельства самого убийства также разнятся. У Гельмольда Кнуд явился на место встречи имея в окружении лишь четырёх мужей, столько же привёл Магнус. И после обмена между Магнусом и Кнудом приветствиями, на Лаварда из засады напали убийцы. Кто 6 января 1131 года совершил это Гельмольд не указал, но сообщил, что мёртвое тело разделили на части. В «Саге о Кнутлигах» Магнус заманил обещаниями сюрприза Кнуда и его людей на лесную поляну. Когда многие люди Лаварда утомленные предшествующим пиром заснули, заговорщики (Магнус, Генрих Скателер) и их люди напали на людей Кнуда Лаварда и большинство из них перебили копьями. В этой саге в 13-й день рождества Кнуд Лавард был убит своим двоюродным братом Генрихом Скателером. У Саксона Грамматика Магнус пригласил Кнуда одного на встречу в лес. Кнуд взял с собой двух войнов и двух конюхов. На опушке леса он встретил Магнуса с которым обменялся приветствиями. Вскоре поняв, что попал в засаду Кнуд пытался извлечь меч, но не успел и «Магнус рассек его голову напополам». А прочие заговорщики пронзили тело копьями.

## Война и гибель
После убийства Магнус вернулся в Роскильдию. Общество расценило убийство как жестокое. По одной из версий король Нильс запретил хоронить Кнуда Лаварда в Роскильдии и тот был захоронен в Рингстеде. И это тоже породило недовольство. Хаквин Ютландец, сыновья Скьялма Белого а также братья убитого — Харальд Копьё и Эрик созвали тинг, на котором потребовали наказания. По словам Саксона Грамматика король Нильс благодаря посредничеству архиепископа Ассера выступил на тинге и обещал наказать убийц и в том числе изгнать сына Магнуса из Дании. Но вскоре Нильс вернул своего единственного сына в Данию. Сочтя Нильса нарушителем закона Харальд Копье и Эрик подняли восстание.
Убийством Кнуда Лаварда был недоволен и император Лотарь. Желая отомстить за вассала он двинул войска на границу с Данией. Навстречу ему с войском вышел датский король. Король Дании признав себя вассалом императора и заплатив штраф избавился от этой угрозы. При этом в Хронике Саксона Анналиста и в Славянской хронике Гельмольда из Босау датский король заключавший мир с империей носит имя Магнус. Саксон Грамматик датским королём писал, что Лотарь действовал по призыву Эрика, приплывшему в Шлезвиг и что со стороны датского королевства обороной границы первоначально руководил Магнус, а Нильс присоединился позже. Присягу империи давал Магнус.
После заключения перемирия произошло столкновение Магнуса с Адольфом II Голштейнским. Саксон Грамматик и Гельмольд из Босау по разному рассказывают о его причинах. Саксон Грамматик утверждал, что Магнус из-за коварства напал на Адольфа II, который должен был прикрывать отходящие имперские войска. Гельмольд из Босау утверждал, что Эрик провозгласивший себя королём Дании нападал на Магнуса. И потерпев поражение бежал в город Шлезвиг. Эрик и Магнус предлагали Адольфу II «100 марок» чтобы тот принял их сторону. Адольф II решил поддержать Эрика и был разбит. Магнус продолжил осаду города, но зимой Эрик смог бежать в Сконе.
Этой зимой на сторону Эрика перешёл «знатный ютландец Христьерн». Нильс направился воевать против Христьерна, а Магнус во главе флота выступил против Эрика. Морская битва произошла у острова Сайерё, которую выиграл Эрик. «Многих взяли в плен, большую часть истребили, Магнусу едва удалось скрыться на нескольких кораблях». Тем временем Нильс разбил Христьерна. В такой ситупции Харальд Копьё (недовольный тем, что Эрик провозгласил себя королём) перешёл на сторону Нильса. Ханс Олрик и Энциклопедический словарь Сальмонсена битву у Сайерё датировали 1132 годом
Датский биографический лексикон и Шведский биографический лексикон вслед за немецкими хрониками сообщают что Магнус Сильный в качестве представителя своего старого отца присутствовал на рейхстаге в Хальберштадте. Магнус принёс клятву императору и был коронован на Пасху (13 апреля) 1134 года
После возвращения Магнус, Нильс во главе большого флота направильсь против Эрика в Сканию. 4 июня 1134 года у бухты Фотевик произошло сражение двух армий. В сражении погиб Магнус, два герцога и пять его епископов: Педер Роскилльский, Торе Рибский, Кетиль Вестервигский, Ульвкель Орхусский и Хенрик, епископ Сигтуны. Отец Магнуса король Нильс смог убежать в город Шлезвиг где был убит 25 июня 1134 года.
Свеи пользуясь отвлеченностью Магнуса на датские дела своим королём около 1130 года избрали Сверкера. По хронологии Саксона Грамматика это было после битвы у Сайерё, но до битвы у Фотевике. Первое издание «Датского биографического лексикона» и «Большая датская энциклопедия» датировали возвышение Сверкера и изгнание Магнуса из Швеции 1132 годом

## Семья
Магнус Сильный был женат на дочери короля Польши Болеслава III Кривоустого — Рихезе (Риксе). Брак был заключен около 1127/1128/1129 года. По Саксону Грамматику это произошло в ютландском городе «Рипе», по Яну Дугошу в поморском городе «Велене». После смерти Магнуса Рихеза выйдет замуж за «конунга Валада из Пулиналанда». А затем в третий раз ступит в брак с Свекером I.
В браке родилось два сына:
- Кнуд (около 1129—1157) впоследствии также боролся за датскую корону. С 1146 по 1157 был королём части Дании.
- Нильс[68] По мнению Х. Олрика возможно он также известен как «ярл Нильс», что около 1158 года умер как монах в Эсроме[12]

Исследователи говорят, что у Магнуса была дочь
- Ингеборг[12] к 1117 году вышла замуж за Ульфа [Уббе] Эсбернсена ярла Лолланда (убит в 1133)[69].

Х. Олрик также называет третьего сына Магнуса
- Кристофер[12]

## Комментарии
1. ↑  Дьяконов И.В. в комментарии 425 на стр. 299 к "Адам Бременский, Гельмольд из Босау, Арнольд Любекский. Славянские хроники" называет его королём Швеции в 1129-1131 годы; Нильс Лунд в Большой датской энциклопедии писал, что в 1129 году Магнус был избран королём Швеции[2]
2. ↑  Гельмольд из Босау, Саксонский Анналист, Сага о Кнютлингах, Саксон Грамматик и ряде других именуют отца Магнуса Николаем, а не Нильсом (скандинавский вариант первоначально греческого имени).
3. ↑  Foundation for Medieval Genealogy и Genealogie des Mittelalters датой брака указывают примерно 1105 год
4. ↑  У Саксона Грамматика в "Деяних данов" сначала описана судьба убитого лошадью Инге[7], а затем его брата[8]
5. ↑  Инге II Младший приходился Маргарет Фредкулле двоюродным братом: отец Инге II - Хальстен и отец Маргарет - Инге I были братьями
6. ↑  Петри пишет, что Инге "король неизменно наказывает за произвол"[15], а А.Д. Шеглов в комментарии 226 уточняет, что в ряде списков написано "король неизменно сурово наказывает за произвол"[16]
7. ↑   Часть исследователей называют Рагнвальда сыном Инге I Старшего, другие называют его сыном Олофа Несконунга.[17]
8. ↑  Источники не позволяют определить какое избрание было раньше: автор датской истории Саксон Грамматик писал что Магнуса избрали раньше чем Рагнвальда (чьё имя опущено) и лишь в ответ был избран, а затем убит Рагнвальд[18]; автор шведской истории О. Петри достаточно подробно пишет о Рагнвальде и его гибели, но упомянув мельком имя Магнуса отказался о нём писать ссылаясь на то, что "поскольку наши хроники не упоминают его в числе королей, мы не будем на нем останавливаться. Те, кто хочет узнать о его делах, могут прочесть о них в Датской хронике"[19]
9. ↑  Книга О.Долина содержит много подробностей о Магнусе (часть из них зафиксирована например в Энциклопедическом словаре Брокгауза и Ефрона), но хронология и ряд данных не подтверждаются историками XX - XXI веков. Поэтому сведения О.Долина следует воспринимать осторожно.
10. ↑  В шведском издании 1750 года и Магнус и Инге II и иные верховные правители скандинавов названы "conung", в русском издании 1805 года они названы "королями"
11. ↑  По версии О.Долина Инге II прожил до 1132/1133 года и был убит Магнусом, эта версия попала в Энциклопедический словарь Брокгауза и Ефрона[23]. Но Ханс Гиллингстам в статье 1970-х годов об Инге II в "Шведском биографическом лексиконе" дату смерти датировал примерно 1125 годом[24]; Nordisk familjebok в 1910 году допускал, что уже в 1123 году Инге II был мёртв[25]
12. ↑  О Далин рассуждая о том кто убил Рагнвальда не приводя аргументов именовал Магнуса убийцей одного датского принца и двух шведских королей[26]
13. ↑  Эту битву О.Долин ошибочно датировал 1135 годом
14. ↑  У Саксона Грамматика город назван "Юлин" у Яна Длугоша "Велен"
15. ↑  У Саксона Грамматика они названы "молотами Юпитера"
16. ↑  Вероятно это был Убби Эсбернсен женатый на Ингерде внебрачной дочери короля Нильса[41]
17. ↑  Между Данией и империей в первой половине 1130-х было заключено два мира. Гельмольд писал об одном мире заключеном после смерти Кнуда. Саксон Анналист писал о двух соглашениях: 1131 и 1134 годов. При этом Саксон Анналист не называл имя того датчанина кто в 1131 году заключал мир. А в 1134 году королём Дании называет Магнуса, сына Николая (т. е. Нильса)
18. ↑  Этого "Валада" отождествляют с Володарём Глебовичем Минскогим. По другой версии (менее распространённой) "Валадом" был Владимир Всеволодович новгородский